# Virbia satara
Virbia satara là một loài bướm đêm thuộc phân họ Arctiinae, họ Erebidae.